# 동남아시아학
동남아시아학 또는 동남아시아 연구(Southeast Asian studies, SEAS)는 동남아시아의 다양한 나라와 민족 집단의 언어, 문화, 역사에 대한 연구 및 교육을 말한다. 일부 기관에서는 연구하는 대부분의 국가가 동남아시아 국가 연합(ASEAN)에 속하기 때문에 이 학문을 ASEAN 연구라고 부른다. 동남아시아를 구성하는 요소에 대한 정의는 학자마다 다르기 때문에 동남아시아 연구와 동양 연구, 탈식민 연구와 같은 다른 지역 연구 간의 경계가 모호해진다. 동남아시아 연구에는 인류학, 종교학, 언어학, 국제관계학이 통합되어 있다.

## 동남아시아의 정의
동남아시아의 경계는 동남아시아의 일부 집단과 인도, 중국과 같은 인접 지역 간의 역사적, 문화적, 언어적 유사성으로 인해 경쟁을 벌이고 있다. 동남아시아 연구를 연구하는 많은 학자들은 동남아시아 국가 연합(ASEAN)에 의존하여 동남아시아에 속하는 국가의 구체적인 목록을 만든다. 2016년 기준으로 ASEAN 회원국에는 브루나이 다루살람, 캄보디아, 인도네시아, 라오스 인민민주주의공화국, 말레이시아, 미얀마, 필리핀, 싱가포르, 태국, 베트남이 포함되어 있다.

### Library guides to Southeast Asian studies
- “Southeast Asia”. 《Subject Guides》. Australian National University Library.
- “Help for Researchers: Southeast Asia”. British Library. 2016년 11월 5일에 원본 문서에서 보존된 문서. 2024년 6월 7일에 확인함.
- “Southeast Asian Studies”. 《Research Guides》. Los Angeles: University of California.
- “South & Southeast Asian Studies Research Guides”. New York, USA: Columbia University Libraries. 2014년 8월 12일에 원본 문서에서 보존된 문서.
- “South East Asia”. 《Subject Guides》. School of Oriental and African Studies Library, University of London.
- “South/Southeast Asia”. 《Research Guides》. University of Wisconsin-Madison Libraries.